# Талое (Бурятия)
Та́лое — село в Тункинском районе Бурятии. Входит в сельское поселение «Галбай».

## География
Расположено у южного подножия Тальской Вершины (798 м), в 6 км по автодороге к северо-западу от центра сельского поселения, села Галбай, в 2,5 км западнее трассы 03К-033 Зактуй — Аршан, на восточной окраине Хойморского поозёрья. 

## Население
| 2002 | 2010 |
| ---- | ---- |
| 217  | ↘183 |